# Hvozdík písečný český
Hvozdík písečný český (Dianthus arenarius subsp. bohemicus) je kriticky ohrožená bíle kvetoucí květina, endemický poddruh hvozdíku písečného.

## Výskyt
Tato rostlina vyrůstá výhradně v České republice v Národní přírodní památce Kleneč v Českém středohoří. Jediná přirozená lokalita hvozdíku písečného českého je u obce Kleneč, která leží poblíž Roudnice nad Labem v okrese Litoměřice. Jedná se o písčitou stráň v nadmořské výšce 195 až 210 m orientovanou na jihozápad, kde je podloží tvořeno druhohorními sedimenty české křídové pánve, (slíny a jíly), které jsou překryty čtvrtohorními štěrkopísky vytvořenými Labem. Druhé, nepůvodní, záložní stanoviště (vzdálené asi 6 km) s umělou výsadbou z roku 1987 je na lokalitě Na Kamenici nedaleko obce Kyškovice.
Počátkem 20. století hvozdík písečný český rostl ještě hojně také na stráních u nedaleké obce Vražkov. Postupně však došlo ke změně jeho biotopu (zarostl dřevinami) a okolo roku 1950 zcela vymizel.
Optimální růstové podmínky pro hvozdík písečný český jsou v mezernatých, řídce zapojených travinných společenstvech na písčinách, kde je dostatek slunečního svitu a minimum vyšších konkurenčních rostlin. Je vázán na štěrkopískový podklad s obsahem hrubých částic okolo 65 %, obsahem humusu do 3 % a pH půdy od 4,2 do 4,8. Díky kůlovitému kořenu dobře snáší silné vysychání půdy které nepříznivě působí na jeho potenciální konkurenty. Jeho stanoviště v České republice je Katalogem biotopů ČR klasifikováno jako "Otevřené trávníky písčin s paličkovcem šedým (Corynephorus canescens)".

## Popis

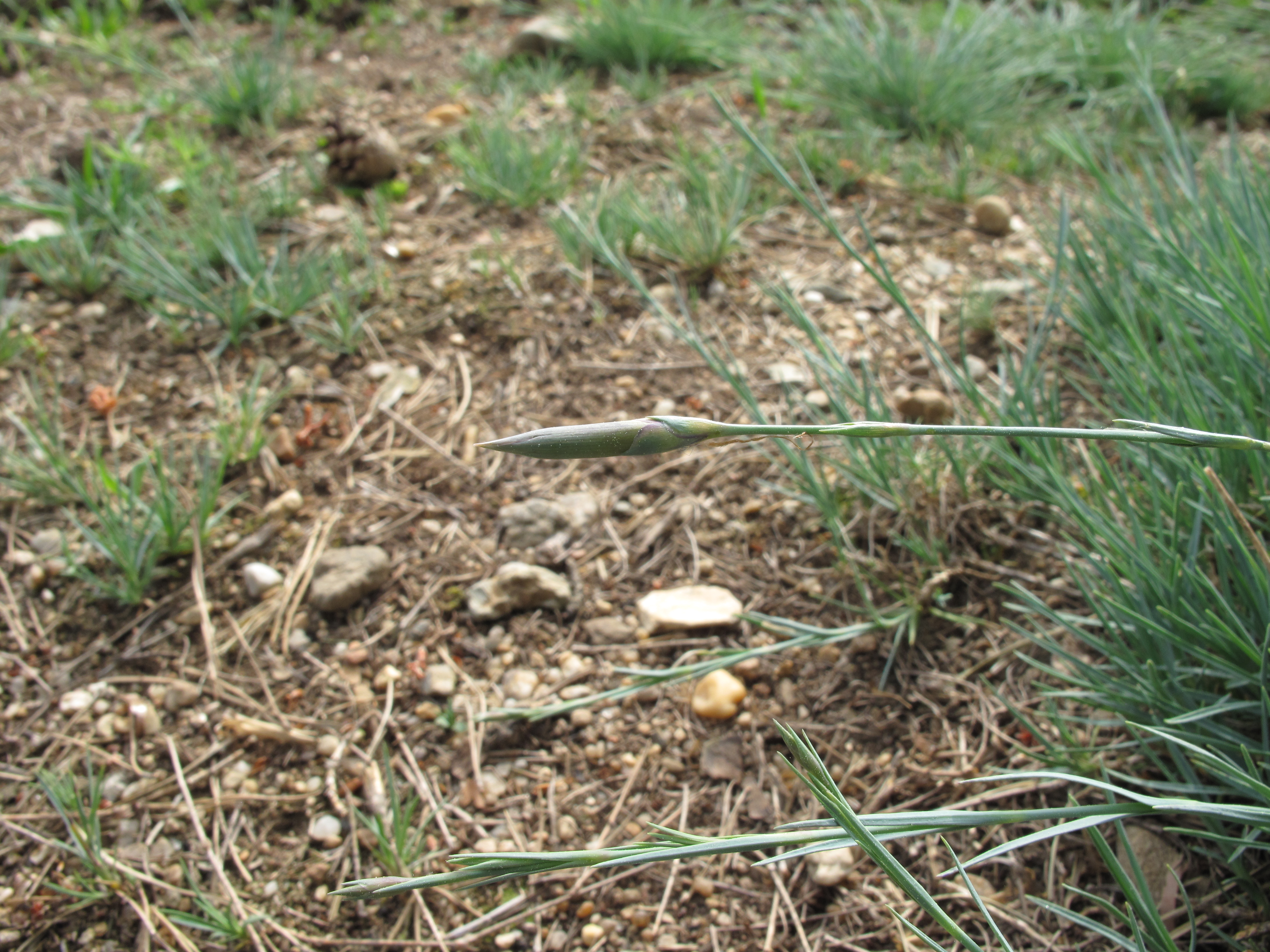
Poupě

Vytrvalá, dlouhověká sivozelená rostlina dorůstající do výše 8 až 15 cm. Vytváří hustý trs který má silný a hluboký primární kořen s plazivými rozvětvenými oddenky. Z trsu vyrůstá vytrvalá přízemní růžice, listy v ní bývají dlouhé asi 5 cm, jsou velmi úzké 1 až 2 mm a po okraji drsné. Lodyha je přímá, článkovaná a je porostlá listy kratšími než jsou přízemní.
Na lodyze vyrůstají jeden až tři oboupohlavné květy v řídkém vidlanovitém květenství. Pod kalichem jsou obvejčitě kopinaté až vejčité, ostře zašpičatělé listeny. Trubkovitý kalich, barvy
, je dlouhý 25 až 30 mm a někdy se k vrcholu nepatrně zužuje. Kališní lístky jsou trojúhelníkovité, špičaté. Koruna dlouhá 13 až 15 mm je bílá nebo nepatrně narůžovělá, u báze mnohdy nazelenalá a chlupatá. Korunní lístky jsou obvejčité až okrouhlé, k bázi se klínovitě zužují; mimo neděleného středu jsou do poloviny i více roztřepené v úzké, rovněž roztřepené úkrojky které bývají dlouhé 4 až 8 mm.
Rostlina kvete od poloviny května do konce července, nejvíce rozvitých květů je v první polovině června. Někdy dochází k opakovanému kvetení, tehdy se květy objevují od poloviny srpna do konce října. Vonné květy jsou cizosprašné, u báze korunní trubky jsou žlázky s nektarem pro opylovače kterými je zejména blanokřídlý hmyz (včely, vosy, mouchy), brouci a motýli. Plodem jsou pukající tobolky, zhruba o čtvrtinu delší kalichu. Obsahují 25 až 30 semen, 2,3 až 2,7 mm dlouhých, která se díky silnému větru mohou rozšířit na větší vzdálenosti.

## Rozmnožování

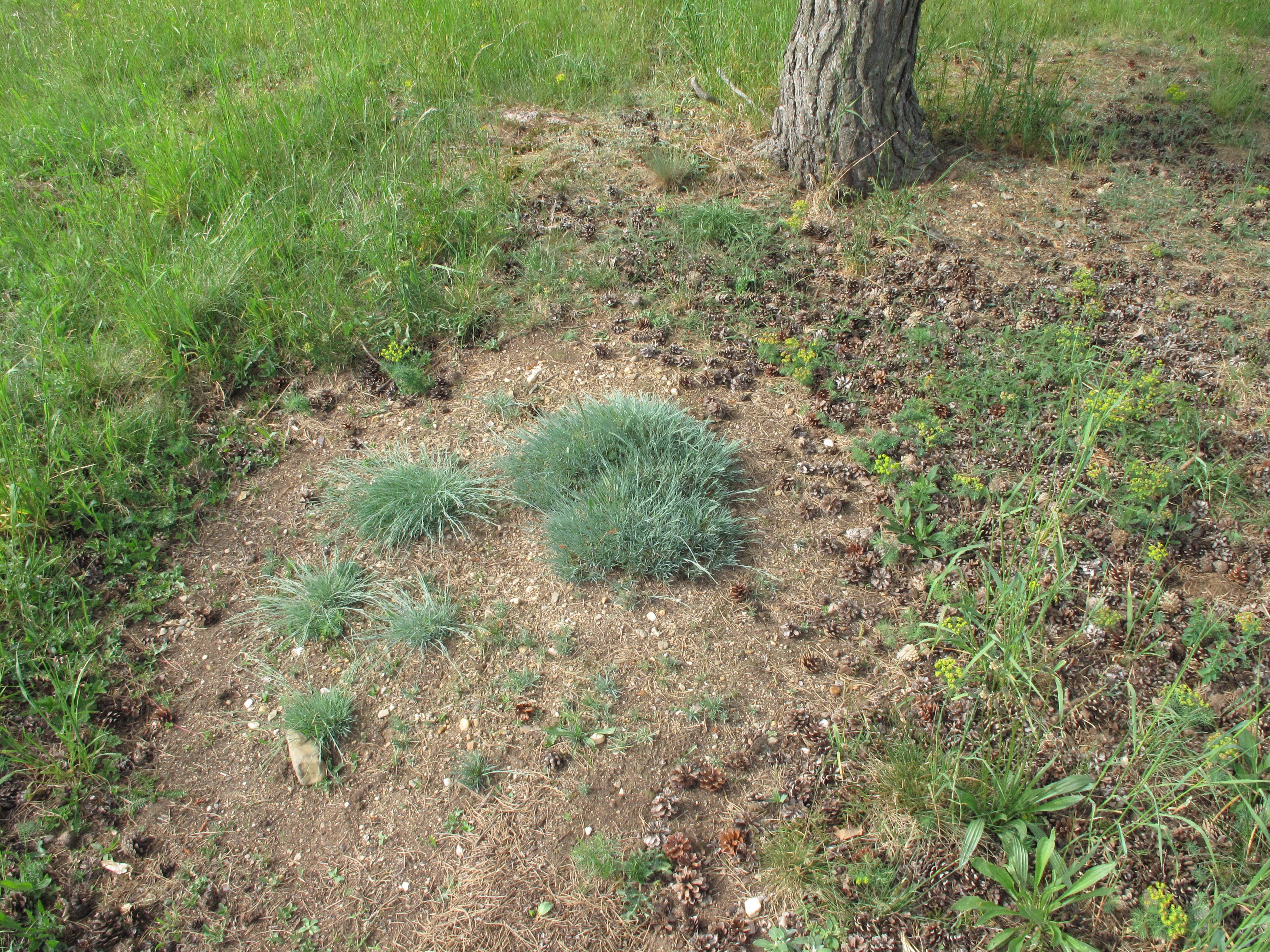
Trsy

Hvozdík písečný český se může rozmnožovat vegetativně (oddenky) i generativně (semeny). Při vegetativním rozmnožování vyrostou na nové rostlince již ve stáří 2 až 3 týdnů v úžlabí jejich listů nové růžice. V dalších létech tyto růžice spolu srůstají a vytvářejí jeden trs, představují genetiky identický klon.
Při generativním rozmnožování vytvoří rostlinky za 5 týdnů po vyklíčení již 8 lístků a v jejich úžlabích se objevují nové růžice. Následujícího roku rostlina vytvoří trs a rozkvete prvými 1 až 2 květy. Aby mohlo semeno vyklíčit musí se nacházet přímo ve volné, jinými rostlinami nezarostlé půdě a v blízkém okolí nesmí růst konkurenční rostliny.

## Ohrožení
Rostliny jsou na stanovišti nejvíce ohrožovány zarůstáním původní písčiny. Se změnou biotopu vyrůstají v blízkosti náletové dřeviny (akáty, borovice) a opad z těchto stromů společně s ukončením pastvy hospodářských zvířat způsobuje zvýšení podílu humusu v horní části půdy. To přináší výhodnější podmínky pro rychle rostoucí rostliny, především traviny které nízké rostlinky hvozdíku písečného českého zastiňují a znemožňují vyklíčení jeho semen. Názorně to bylo prokázáno v roce 1999, tehdy byla na ploše 1200 m² mechanicky odstraněna humusová vrstva a nové rostlinky hvozdíku písečného českého se tam začaly rychle objevovat.
Ministerstvo životního prostředí vypracovalo "Komplexní záchranný program pro hvozdík písečný český" kde popisuje způsob jak postupovat při jeho záchraně. Pravidelná péče o stanoviště (kosení trávy, ořezávání náletových dřevin, odstraňování konkurenčních travin) probíhá pravidelně od roku 1987 a od roku 1993 se sleduje vliv těchto zásahů na jejich populaci. V roce 2003 byl zaveden monitoring populací při kterém se sčítají jedinci (trsy) a sleduje se vzájemný poměr kvetoucích a nekvetoucích. Roku 2009 rostlo u obce Kleneč asi 1470 trsů a na nepůvodním stanovišti u Kyškovic 16 trsů.
Na své lokalitě u obce Kleneč je hvozdík písečný český také ohrožen mezidruhovým křížením s hvozdíkem kartouzkem (Dianthus carthusianorum). Dále byly pozorovány v ještě nezralých tobolkách otvory o průměru cca 1,5 mm a po dozrání byly bez semen, nejpravděpodobnějším škůdcem se jeví klikoroh Hypera arator z čeledi nosatcovití (Curculionidae). Ne zcela potvrzenými ničiteli mohou být i mravenci rodu Formica rufibarbis kteří si pravděpodobně budují své kolonie přímo pod trsy rostlin a ty následně usychají.
Hvozdík písečný český, stejně jako NPP Kleneč, byly zahrnuty do celoevropského systému ochrany přírody Natura 2000. "Černým a červeným seznamem cévnatých rostlin ČR z roku 2000", stejně jako vyhláškou MŽP ČR č. 395/1992 Sb. je považován za kriticky ohrožený druh.